# Punta Abarca
Pour les articles homonymes, voir Abarca.
Punta Abarca  limite la partie nord de l'entrée de la crique Colón et le sud de l'île Freycinet, dans la région de Magallanes et de l'Antarctique chilien, au Chili.
Elle doit son nom au deuxième pilote de la marine chilienne, M. Arturo Abarca Arredondo, commandant du Porvernir, qui a effectué un voyage de reconnaissance et de souveraineté dans les îles du sud en 1915.